# Pokłon pasterzy (obraz El Greca z 1605)
Pokłon pasterzy – obraz olejny hiszpańskiego malarza pochodzenia greckiego Dominikosa Theotokopulosa, znanego jako El Greco.
Motyw przedstawiony na obrazie został zaczerpnięty z Ewangelii św. Łukasza (2: 15-21) i dotyczy wydarzeń zaraz po narodzeniu Chrystusa. El Greco namalował wiele wersji tego wydarzenia. Po jego śmierci w inwentarzu jego dzieł znajdujących się w jego domu widniało przynajmniej osiem wersji Pokłonu pasterzy.

## Opis obrazu

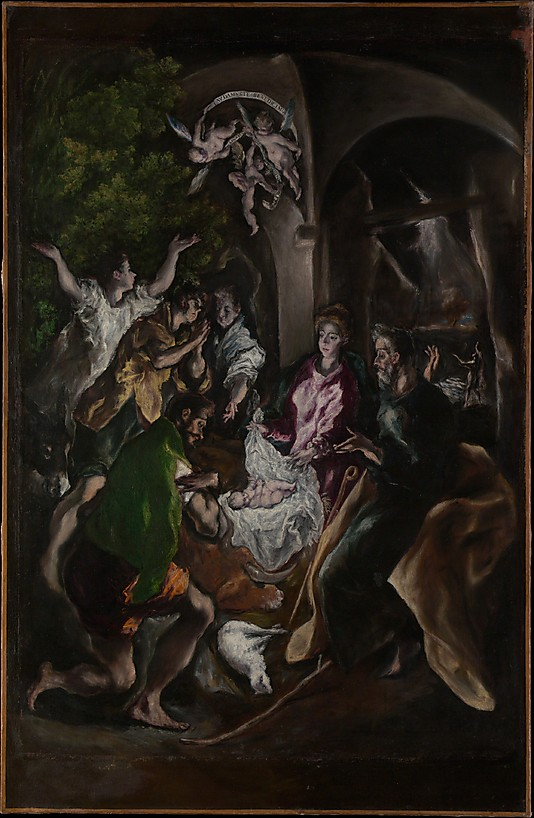
Pokłon pasterzy
(wersja nowojorska)

Wszystkie namalowane wersje Pokłonu pasterzy namalowane przez El Greca na hiszpańskiej ziemi mają podobną kompozycję. W centrum sceny zawsze znajduje się nagie Dzieciątko Jezus od którego bije mocne światło oświetlające otaczające je postacie tworząc w ten sposób wyjątkową atmosferę. Wersja z Museo del Patriarca, według Jose Alvarez Lopera, kuratora sztuki hiszpańskiej w Muzeum Prado, jest kombinacją wielu elementów zaczerpniętych z wcześniejszych wersji oraz posiada jeden nowy wątek. Nowym motywem jest postać anioła w białej szacie w lewym górnym rogu, z podniesionymi ramionami ku niebu. Podobny patetyczny gest El Greco wykorzystał w późniejszym dziele pt. Otwarcie piątej pieczęci Apokalipsy.

## Inne wersje
W 1605 roku Diego de Astor wykonał rycinę, a w 1610 roku El Greco namalował drugą wersję Pokłonu pasterzy znajdujący się obecnie w Metropolitan Museum of Art w Nowym Jorku. Młodsza wersja nie różni się zasadniczo od wersji z Walencji. Troje małych aniołków zawieszonych nad dzieciątkiem trzymają w rączkach szarfę na której, w starszej wersji pojawił się napis: GLOR[IA] IN EXC[ELSIS D]EO / HOMI[NIBVS]/LAVDAMUSTE BENEDICMV[STE].
- Pokłon pasterzy – (1603–08) (Gudiol), (1609–14) (Mayer), (1603–05) (Wethey), ok. 1610 (kolekcja), 144,5 × 101,3 Metropolitan Museum of Art

## Proweniencja
Obraz od 1611 roku znajdował się w Colegio del Patriarca choć do połowy siedemnastego wieku nie występował w inwentarzu muzeum.